# بنیاد بافت
بنیاد بافت (انگلیسی: Buffett Foundation) سازمان خیریه آمریکایی است، که در سال ۱۹۶۴ در اوماها، نبراسکا، توسط وارن بافت در راستای ارائه و مدیریت کمک‌های خیریه، تشکیل شد.